# 老友粉

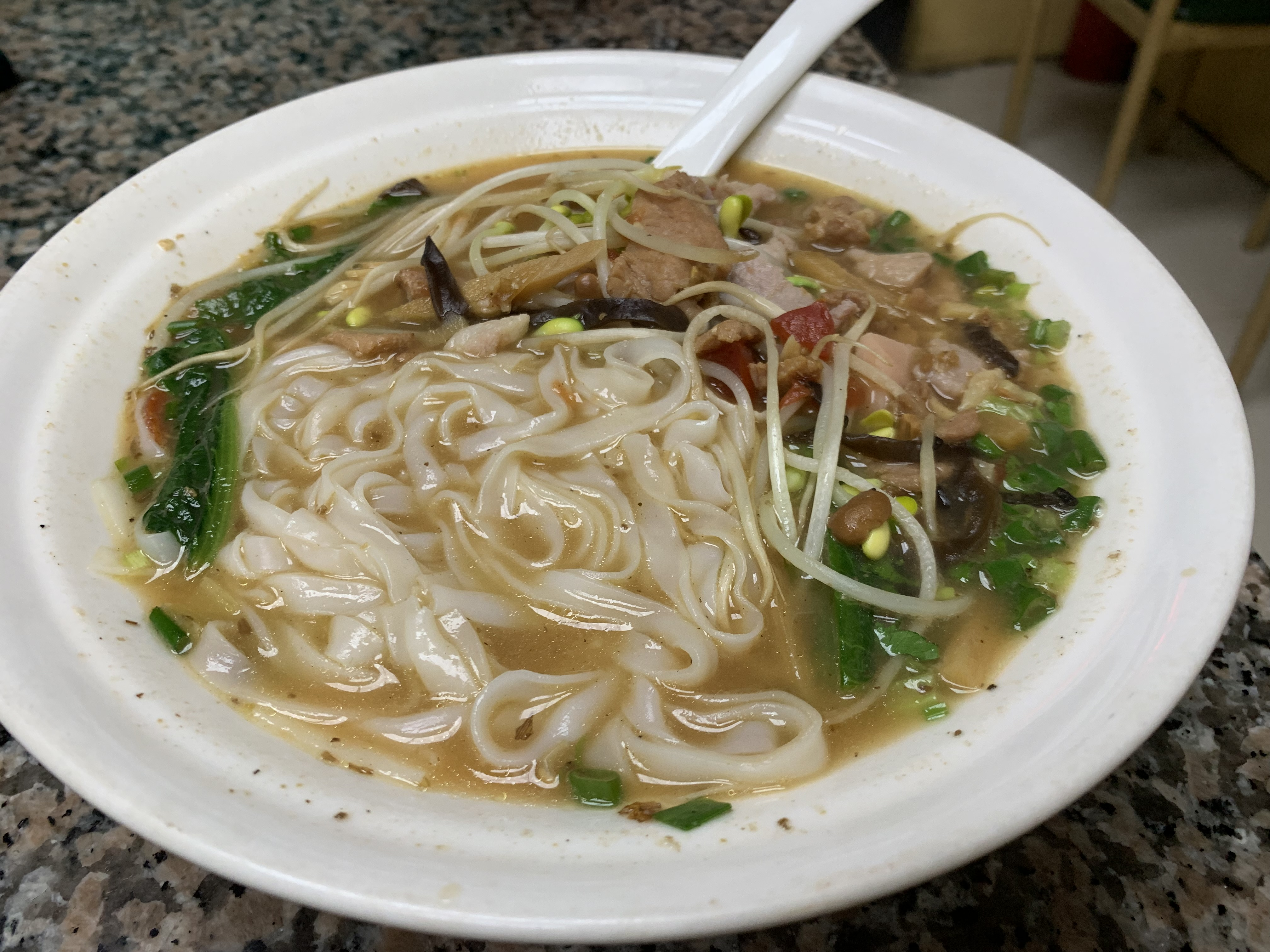
中山市一间广西风味餐厅的老友粉

老友粉源于广西壮族自治区南宁市，是一种南宁本地特色河粉，其酸辣鲜香的口感适合南宁地区夏季湿热，冬季湿冷的气候。老友粉的制作原料主要有：河粉、酸笋、豆豉、辣椒、薑末、蒜末等。衍生的老友粉品类有：老友猪肉粉，老友牛肉粉，老友猪杂粉，老友牛杂粉等。老友粉中大多添加了番茄以提升酸甜的口感，但最正宗的老友粉中并不添加番茄，而是完全以酸笋的酸味为主。